# San Martín de Hidalgo
San Martín de Hidalgo è un comune del Messico, situato nello stato di Jalisco.